# Elaphrothrips coniferarum
Elaphrothrips coniferarum är en insektsart som först beskrevs av Theodore Pergande 1896.  Elaphrothrips coniferarum ingår i släktet Elaphrothrips och familjen rörtripsar. Inga underarter finns listade i Catalogue of Life.